# Stick It Live
Stick It Live è un album dal vivo del gruppo musicale statunitense Slaughter, pubblicato dalla Chrysalis Records pochi mesi dopo l'uscita di Stick It to Ya.

## Tracce
1. Burnin' Bridges – 4:29
2. Eye to Eye – 6:24
3. Fly to the Angels – 6:08
4. Up All Night – 6:38
5. Loaded Gun – 5:43

Tracce bonus dell'edizione giapponese
1. Stick It to Ya – 2:24
2. Spend My Life – 3:18

## Formazione

### Gruppo
- Mark Slaughter – voce, chitarra ritmica, tastiere
- Tim Kelly – chitarra solista, cori
- Dana Strum – basso, cori
- Blas Elias – batteria, cori

### Produzione
- Glen Wexler – direzione artistica, fotografie